# Барчукова, Нина Сергеевна
Нина Сергеевна Барчукова (29 октября 1930, Московская область — 13 ноября 1999, Москва) — советский  и российский юрист, специалист по международному праву и международному научному сотрудничеству, профессор кафедры международного права РУДН (1997); старший научный сотрудник АН СССР.

## Биография
Родилась в Московской области 29 октября 1930 года, русская.
В 1955 году закончила юридический факультет Московского государственного университета. В том же году начала работать младшим научным сотрудником Академии наук СССР. Затем без отрыва от работы закончила двухгодичные факультеты: театра и кино Университета культуры МГК профсоюзов; государственного и трудового законодательства Московского городского университета знаний МГУ; новых методов и средств обучения при НИИ проблем высшей школы Министерства высшего образования СССР; повышения квалификации и вычислительной техники Министерства высшего образования СССР. 
В 1967 году занялась преподавательской деятельностью, став преподавателем Университета дружбы народов имени Патриса Лумумбы (УДН). Через два года, в 1969, защитила в УДН кандидатскую диссертацию по теме «Международно-правовые аспекты научного сотрудничества стран социалистического содружества» (оппонентами выступили профессор Лидия Моджорян и кандидат наук Геннадий Константинович Ефимов) и стала кандидатом юридических наук.
С 1969 года работала старшим юрисконсультом в Мосгорисполкоме, Министерстве лёгкой промышленности РСФСР, Совете народного хозяйства РСФСР, старшим преподавателем, доцентом кафедры международного права УДН (РУДН).
Уже в России, в 1997 году, была избрана на пост профессора кафедры международного права, относившейся к юридическому факультету Российского университета дружбы народов.
Неоднократно участвовала в работе международных конференций и симпозиумов по вопросам международного права.
Была автором более 120 печатных работ, публиковавшихся в СССР, России и за рубежом.
Скончалась 13 ноября 1999 года после продолжительной болезни и была похоронена в Москве.

## Работы
Нина Барчукова являлась автором и соавтором более 120 научных работ, включая шесть монографий; она специализировалась на юридических вопросах международного сотрудничества в области туризма, а также — на международном научном сотрудничестве:
- Международное сотрудничество государств в области туризма / Н. С. Барчукова. — М. : Междунар. отношения, 1986. — 172 с.[1]
- Правовое регулирование международного туризма на многосторонней основе : Учеб. пособие / Н. С. Барчукова; Гос. ком. СССР по нар. образованию. — М. : Изд-во Ун-та дружбы народов, 1990. — 81 с.; ISBN 5-209-00368-8.
- К вопросу о международном научном сотрудничестве социалистических стран / Н. С. Барчукова, К. Г. Борисов // Советский ежегодник международного права. 1969 = Soviet year-book of international law. 1969 / Советская Ассоциация международного права. — М.: Наука, 1970. — С. 299—300.
- Меры по усилению защиты консульскими учреждениями законных прав и интересов советских организаций и граждан за границей // Информационный бюллетень МИД СССР. М., 1989.
- "Всеобщая декларация и международные пакты об уважении и защите основных прав и свобод человека".